# L'Empire du Milieu (album)
L'Empire du Milieu est un album illustré paru le 8 février 2023 aux éditions Albert René ; cet album est paru une semaine après la sortie en salle du film Astérix et Obélix : L'Empire du Milieu réalisé par Guillaume Canet.

## Synopsis
Nous sommes en 50 avant Jésus-Christ. L’impératrice de Chine est emprisonnée à la suite d’un coup d’État fomenté par Deng Tsin Qin, un prince félon.  
Aidée par Graindemaïs, le marchand phénicien, et par sa fidèle guerrière Tat Han, la princesse Fu Yi, fille unique de l’impératrice, s’enfuit en Gaule pour demander de l’aide aux deux valeureux guerriers Astérix et Obélix, dotés d’une force surhumaine grâce à leur potion magique.
Nos deux inséparables Gaulois acceptent bien sûr de venir en aide à la princesse pour sauver sa mère et libérer son pays. Et les voici tous en route pour une grande aventure vers la Chine.
Mais César et sa puissante armée, toujours en soif de conquêtes, ont eux aussi pris la direction de l’Empire du Milieu.

## Référence
1. ↑  L’album du film Astérix & Obélix – L’Empire du Milieu dévoile sa couverture !
2. ↑  "Astérix et Obélix: L'Empire du milieu": un album illustré accompagnera la sortie du film de Canet